# Eleições autárquicas de 2021 em Castelo Branco
As eleições autárquicas de 2021 serviram para eleger os diferentes órgãos do poder local autárquico do concelho de Castelo Branco.
Nas eleições mais disputadas dos últimos anos no concelho albicastrense, o Partido Socialista conseguiu manter a Câmara, apesar da divisão interna, ao obter 36% dos votos e 3 vereadores. Leopoldo Rodrigues torna-se, assim, o novo presidente de Câmara.
O movimento independente "Sempre - Movimento Independente", liderado pelo presidente da Câmara em funções até 2020 eleito pelo PS Luís Correia, ficou perto de conquistar a Câmara ao conseguir 32% dos votos 3 vereadores.  
Por fim, a coligação PSD-CDS-PPM elegeu um vereador ao conseguir pouco mais de 11% dos votos.

## Candidatos
| Lista | Lista                           | Candidato          |
| ----- | ------------------------------- | ------------------ |
|       | Partido Socialista              | Leopoldo Rodrigues |
|       | PSD-CDS-PPM                     | João Belém         |
|       | Coligação Democrática Unitária  | Felicidade Alves   |
|       | Bloco de Esquerda               | Margarida Paredes  |
|       | CHEGA                           | Rui Paulo Sousa    |
|       | Partido da Terra                | Rui Amaro Alves    |
|       | Sempre - Movimento Independente | Luís Correia       |

## Resultados Oficiais
Os resultados nas eleições autárquicas de 2021 no concelho de Castelo Branco para os diferentes órgãos do poder local foram os seguintes:

### Câmara Municipal
| Partido                 | Partido                         | Votos  | %               | +/-   | Vereadores | +/-     |
| ----------------------- | ------------------------------- | ------ | --------------- | ----- | ---------- | ------- |
|                         | Partido Socialista              | 9 813  | 35,95 / 100,00  | 22,80 | 3 / 7      | 2       |
|                         | Sempre - Movimento Independente | 8 638  | 31,65 / 100,00  | Novo  | 3 / 7      | Novo    |
|                         | PSD-CDS-PPM                     | 3 131  | 11,47 / 100,00  | -     | 1 / 7      | -       |
|                         | CHEGA                           | 1 961  | 7,18 / 100,00   | Novo  | 0 / 7      | Novo    |
|                         | Partido da Terra                | 1 606  | 5,88 / 100,00   | -     | 0 / 7      | -       |
|                         | Coligação Democrática Unitária  | 590    | 2,16 / 100,00   | 2,37  | 0 / 7      | Estável |
|                         | Bloco de Esquerda               | 446    | 1,63 / 100,00   | 2,84  | 0 / 7      | Estável |
| Votos Inválidos         | Votos Inválidos                 | 1 110  | 4,06 / 100,00   | 1,56  |            |         |
| Total                   | Total                           | 27 295 | 100,00 / 100,00 |       | 7 / 7      |         |
| Eleitorado/Participação | Eleitorado/Participação         | 48 441 | 56,35 / 100,00  | 2,85  |            |         |

### Assembleia Municipal
| Partido                 | Partido                         | Votos  | %               | +/-   | Deputados | +/-  |
| ----------------------- | ------------------------------- | ------ | --------------- | ----- | --------- | ---- |
|                         | Partido Socialista              | 9 376  | 34,35 / 100,00  | 20,35 | 8 / 21    | 5    |
|                         | Sempre - Movimento Independente | 8 028  | 29,41 / 100,00  | Novo  | 7 / 21    | Novo |
|                         | PSD-CDS-PPM                     | 3 344  | 12,25 / 100,00  | -     | 3 / 21    | -    |
|                         | CHEGA                           | 2 273  | 8,33 / 100,00   | Novo  | 2 / 21    | Novo |
|                         | Partido da Terra                | 1 650  | 6,05 / 100,00   | -     | 1 / 21    | -    |
|                         | Coligação Democrática Unitária  | 780    | 2,86 / 100,00   | 2,18  | 0 / 21    | 1    |
|                         | Bloco de Esquerda               | 639    | 2,34 / 100,00   | 3,72  | 0 / 21    | 1    |
| Votos Inválidos         | Votos Inválidos                 | 1 205  | 4,42 / 100,00   | 1,84  |           |      |
| Total                   | Total                           | 27 295 | 100,00 / 100,00 |       | 21 / 21   |      |
| Eleitorado/Participação | Eleitorado/Participação         | 48 441 | 56,35 / 100,00  | 2,85  |           |      |

### Juntas de Freguesia
| Partido                 | Partido                        | Votos  | %               | +/-   | Presidentes | +/-     | Mandatos  | +/-  |
| ----------------------- | ------------------------------ | ------ | --------------- | ----- | ----------- | ------- | --------- | ---- |
|                         | Partido Socialista             | 10 059 | 36,85 / 100,00  | 15,06 | 10 / 19     | 7       | 71 / 157  | 36   |
|                         | Grupo de Cidadãos              | 8 406  | 30,79 / 100,00  | 28,36 | 8 / 19      | 6       | 66 / 157  | 57   |
|                         | PSD-CDS-PPM                    | 3 217  | 11,79 / 100,00  | -     | 1 / 19      | -       | 11 / 157  | -    |
|                         | CHEGA                          | 1 736  | 6,36 / 100,00   | Novo  | 0 / 19      | Novo    | 2 / 157   | Novo |
|                         | Partido da Terra               | 1 516  | 5,55 / 100,00   | -     | 0 / 19      | -       | 5 / 157   | -    |
|                         | Coligação Democrática Unitária | 758    | 2,78 / 100,00   | 2,00  | 0 / 19      | Estável | 2 / 157   | 2    |
|                         | Bloco de Esquerda              | 391    | 1,43 / 100,00   | 2,48  | 0 / 19      | Estável | 0 / 157   | 1    |
| Votos Inválidos         | Votos Inválidos                | 1 214  | 4,44 / 100,00   | 1,75  |             |         |           |      |
| Total                   | Total                          | 27 297 | 100,00 / 100,00 |       | 19 / 19     |         | 157 / 157 |      |
| Eleitorado/Participação | Eleitorado/Participação        | 48 441 | 56,35 / 100,00  | 2,85  |             |         |           |      |

## Resultados por Freguesia

### Câmara Municipal
| Freguesia                        | %     | %     | %             | %    | %     | %     | %    | Votantes |
| Freguesia                        | PS    | SMI   | PSD- CDS- PPM | CH   | MPT   | CDU   | BE   | Votantes |
| -------------------------------- | ----- | ----- | ------------- | ---- | ----- | ----- | ---- | -------- |
| Freguesia                        |       |       |               |      |       |       |      | Votantes |
| Alcains                          | 40,07 | 31,86 | 10,63         | 6,25 | 2,05  | 2,69  | 2,10 | 2 191    |
| Almaceda                         | 48,34 | 22,85 | 9,93          | 1,99 | 7,95  | 2,32  | 1,99 | 302      |
| Benquerenças                     | 43,61 | 33,83 | 8,52          | 5,76 | 3,01  | 0,75  | 0,75 | 399      |
| Castelo Branco                   | 33,64 | 28,36 | 13,71         | 8,97 | 7,56  | 2,23  | 1,68 | 16 369   |
| Cebolais de Cima e Retaxo        | 41,37 | 38,07 | 5,81          | 4,68 | 2,34  | 2,86  | 1,30 | 1 153    |
| Escalos de Baixo e Mata          | 41,02 | 35,60 | 7,28          | 5,26 | 2,01  | 1,70  | 1,08 | 646      |
| Escalos de Cima e Lousa          | 41,98 | 40,57 | 3,77          | 5,78 | 1,06  | 1,18  | 1,42 | 848      |
| Freixial e Juncal do Campo       | 35,44 | 46,20 | 5,49          | 3,80 | 1,90  | 0     | 1,90 | 474      |
| Lardosa                          | 47,21 | 25,63 | 5,78          | 5,39 | 1,73  | 7,90  | 2,70 | 519      |
| Louriçal do Campo                | 21,79 | 67,16 | 3,28          | 2,99 | 1,19  | 0,30  | 0,60 | 335      |
| Malpica do Tejo                  | 44,76 | 25,00 | 3,23          | 5,24 | 1,21  | 13,31 | 1,61 | 248      |
| Monforte da Beira                | 32,39 | 24,41 | 28,17         | 5,63 | 1,88  | 0,47  | 1,88 | 213      |
| Ninho do Açor e Sobral do Campo  | 20,46 | 56,75 | 5,91          | 2,95 | 8,65  | 0,63  | 1,69 | 474      |
| Póvoa de Rio de Moinhos e Cafede | 40,07 | 37,48 | 8,16          | 5,94 | 1,11  | 1,11  | 0,93 | 539      |
| Salgueiro do Campo               | 44,37 | 28,35 | 6,28          | 3,03 | 9,74  | 1,30  | 1,73 | 462      |
| Santo André das Tojeiras         | 24,51 | 46,08 | 17,89         | 3,43 | 0,74  | 0,49  | 1,47 | 408      |
| São Vicente da Beira             | 32,99 | 44,53 | 4,67          | 1,02 | 10,22 | 0,44  | 1,17 | 685      |
| Sarzedas                         | 57,58 | 14,85 | 12,73         | 2,42 | 5,76  | 0,61  | 1,67 | 660      |
| Tinalhas                         | 32,70 | 52,97 | 5,14          | 2,97 | 1,89  | 0,54  | 0,81 | 370      |
| Castelo Branco                   | 35,95 | 31,65 | 11,47         | 7,18 | 5,88  | 2,16  | 1,63 | 27 295   |

#### Alcains
| Partido                 | Partido                         | Votos | %               | +/-   |
| ----------------------- | ------------------------------- | ----- | --------------- | ----- |
|                         | Partido Socialista              | 878   | 40,07 / 100,00  | 11,67 |
|                         | Sempre - Movimento Independente | 698   | 31,86 / 100,00  | Novo  |
|                         | PSD-CDS-PPM                     | 233   | 10,63 / 100,00  | -     |
|                         | CHEGA                           | 137   | 6,25 / 100,00   | Novo  |
|                         | Coligação Democrática Unitária  | 59    | 2,69 / 100,00   | 1,53  |
|                         | Bloco de Esquerda               | 46    | 2,10 / 100,00   | 4,51  |
|                         | Partido da Terra                | 45    | 2,05 / 100,00   | -     |
| Votos Inválidos         | Votos Inválidos                 | 95    | 4,34 / 100,00   | 1,44  |
| Total                   | Total                           | 2 191 | 100,00 / 100,00 |       |
| Eleitorado/Participação | Eleitorado/Participação         | 4 233 | 51,76 / 100,00  | 2,05  |

#### Almaceda
| Partido                 | Partido                         | Votos | %               | +/-   |
| ----------------------- | ------------------------------- | ----- | --------------- | ----- |
|                         | Partido Socialista              | 146   | 48,34 / 100,00  | 19,38 |
|                         | Sempre - Movimento Independente | 69    | 22,85 / 100,00  | Novo  |
|                         | PSD-CDS-PPM                     | 30    | 9,93 / 100,00   | -     |
|                         | Partido da Terra                | 24    | 7,95 / 100,00   | -     |
|                         | Coligação Democrática Unitária  | 7     | 2,32 / 100,00   | 0,14  |
|                         | CHEGA                           | 6     | 1,99 / 100,00   | Novo  |
|                         | Bloco de Esquerda               | 6     | 1,99 / 100,00   | 0,53  |
| Votos Inválidos         | Votos Inválidos                 | 14    | 4,64 / 100,00   | 0,52  |
| Total                   | Total                           | 302   | 100,00 / 100,00 |       |
| Eleitorado/Participação | Eleitorado/Participação         | 563   | 53,64 / 100,00  | 9,07  |

#### Benquerenças
| Partido                 | Partido                         | Votos | %               | +/-   |
| ----------------------- | ------------------------------- | ----- | --------------- | ----- |
|                         | Partido Socialista              | 174   | 43,61 / 100,00  | 20,00 |
|                         | Sempre - Movimento Independente | 135   | 33,83 / 100,00  | Novo  |
|                         | PSD-CDS-PPM                     | 34    | 8,52 / 100,00   | -     |
|                         | CHEGA                           | 23    | 5,76 / 100,00   | Novo  |
|                         | Partido da Terra                | 12    | 3,01 / 100,00   | -     |
|                         | Coligação Democrática Unitária  | 3     | 0,75 / 100,00   | 0,98  |
|                         | Bloco de Esquerda               | 3     | 0,75 / 100,00   | 2,47  |
| Votos Inválidos         | Votos Inválidos                 | 15    | 3,76 / 100,00   | 0,70  |
| Total                   | Total                           | 399   | 100,00 / 100,00 |       |
| Eleitorado/Participação | Eleitorado/Participação         | 574   | 69,51 / 100,00  | 2,63  |

#### Castelo Branco
| Partido                 | Partido                         | Votos  | %               | +/-   |
| ----------------------- | ------------------------------- | ------ | --------------- | ----- |
|                         | Partido Socialista              | 5 056  | 33,64 / 100,00  | 21,46 |
|                         | Sempre - Movimento Independente | 4 643  | 28,36 / 100,00  | Novo  |
|                         | PSD-CDS-PPM                     | 2 244  | 13,71 / 100,00  | -     |
|                         | CHEGA                           | 1 469  | 8,97 / 100,00   | Novo  |
|                         | Partido da Terra                | 1 237  | 7,56 / 100,00   | -     |
|                         | Coligação Democrática Unitária  | 365    | 2,23 / 100,00   | 3,03  |
|                         | Bloco de Esquerda               | 275    | 1,68 / 100,00   | 3,47  |
| Votos Inválidos         | Votos Inválidos                 | 630    | 3,85 / 100,00   | 2,18  |
| Total                   | Total                           | 16 369 | 100,00 / 100,00 |       |
| Eleitorado/Participação | Eleitorado/Participação         | 31 243 | 52,39 / 100,00  | 3,82  |

#### Cebolais de Cima e Retaxo
| Partido                 | Partido                         | Votos | %               | +/-   |
| ----------------------- | ------------------------------- | ----- | --------------- | ----- |
|                         | Partido Socialista              | 477   | 41,37 / 100,00  | 26,61 |
|                         | Sempre - Movimento Independente | 439   | 38,07 / 100,00  | Novo  |
|                         | PSD-CDS-PPM                     | 67    | 5,81 / 100,00   | -     |
|                         | CHEGA                           | 54    | 4,68 / 100,00   | Novo  |
|                         | Coligação Democrática Unitária  | 33    | 2,86 / 100,00   | 4,84  |
|                         | Partido da Terra                | 27    | 2,34 / 100,00   | -     |
|                         | Bloco de Esquerda               | 15    | 1,30 / 100,00   | 2,20  |
| Votos Inválidos         | Votos Inválidos                 | 41    | 3,56 / 100,00   | 1,77  |
| Total                   | Total                           | 1 153 | 100,00 / 100,00 |       |
| Eleitorado/Participação | Eleitorado/Participação         | 1 628 | 70,82 / 100,00  | 4,48  |

#### Escalos de Baixo e Mato
| Partido                 | Partido                         | Votos | %               | +/-   |
| ----------------------- | ------------------------------- | ----- | --------------- | ----- |
|                         | Partido Socialista              | 265   | 41,02 / 100,00  | 37,31 |
|                         | Sempre - Movimento Independente | 230   | 35,60 / 100,00  | Novo  |
|                         | PSD-CDS-PPM                     | 47    | 7,28 / 100,00   | -     |
|                         | CHEGA                           | 34    | 5,26 / 100,00   | Novo  |
|                         | Partido da Terra                | 13    | 2,01 / 100,00   | -     |
|                         | Coligação Democrática Unitária  | 11    | 1,70 / 100,00   | 0,43  |
|                         | Bloco de Esquerda               | 7     | 1,08 / 100,00   | 1,38  |
| Votos Inválidos         | Votos Inválidos                 | 39    | 6,04 / 100,00   | 1,60  |
| Total                   | Total                           | 646   | 100,00 / 100,00 |       |
| Eleitorado/Participação | Eleitorado/Participação         | 1 013 | 63,77 / 100,00  | 9,40  |

#### Escalos de Cima e Lousa
| Partido                 | Partido                         | Votos | %               | +/-   |
| ----------------------- | ------------------------------- | ----- | --------------- | ----- |
|                         | Partido Socialista              | 356   | 41,98 / 100,00  | 22,01 |
|                         | Sempre - Movimento Independente | 344   | 40,57 / 100,00  | Novo  |
|                         | CHEGA                           | 49    | 5,78 / 100,00   | Novo  |
|                         | PSD-CDS-PPM                     | 32    | 3,77 / 100,00   | -     |
|                         | Bloco de Esquerda               | 12    | 1,42 / 100,00   | 3,43  |
|                         | Coligação Democrática Unitária  | 10    | 1,18 / 100,00   | 2,56  |
|                         | Partido da Terra                | 9     | 1,06 / 100,00   | -     |
| Votos Inválidos         | Votos Inválidos                 | 36    | 4,25 / 100,00   | 0,70  |
| Total                   | Total                           | 848   | 100,00 / 100,00 |       |
| Eleitorado/Participação | Eleitorado/Participação         | 1 309 | 64,78 / 100,00  | 2,07  |

#### Freixial e Juncal do Campo
| Partido                 | Partido                         | Votos | %               | +/-   |
| ----------------------- | ------------------------------- | ----- | --------------- | ----- |
|                         | Sempre - Movimento Independente | 219   | 46,20 / 100,00  | Novo  |
|                         | Partido Socialista              | 168   | 35,44 / 100,00  | 31,61 |
|                         | PSD-CDS-PPM                     | 26    | 5,49 / 100,00   | -     |
|                         | CHEGA                           | 18    | 3,80 / 100,00   | Novo  |
|                         | Partido da Terra                | 9     | 1,90 / 100,00   | -     |
|                         | Bloco de Esquerda               | 9     | 1,90 / 100,00   | 1,99  |
|                         | Coligação Democrática Unitária  | 0     | 0,00 / 100,00   | 2,33  |
| Votos Inválidos         | Votos Inválidos                 | 25    | 5,27 / 100,00   | 0,18  |
| Total                   | Total                           | 474   | 100,00 / 100,00 |       |
| Eleitorado/Participação | Eleitorado/Participação         | 656   | 72,26 / 100,00  | 2,33  |

#### Lardosa
| Partido                 | Partido                         | Votos | %               | +/-  |
| ----------------------- | ------------------------------- | ----- | --------------- | ---- |
|                         | Partido Socialista              | 245   | 47,21 / 100,00  | 9,78 |
|                         | Sempre - Movimento Independente | 133   | 25,63 / 100,00  | Novo |
|                         | Coligação Democrática Unitária  | 41    | 7,90 / 100,00   | 0,18 |
|                         | PSD-CDS-PPM                     | 30    | 5,78 / 100,00   | -    |
|                         | CHEGA                           | 28    | 5,39 / 100,00   | Novo |
|                         | Bloco de Esquerda               | 14    | 2,70 / 100,00   | 0,24 |
|                         | Partido da Terra                | 9     | 1,73 / 100,00   | -    |
| Votos Inválidos         | Votos Inválidos                 | 19    | 3,66 / 100,00   | 1,49 |
| Total                   | Total                           | 519   | 100,00 / 100,00 |      |
| Eleitorado/Participação | Eleitorado/Participação         | 810   | 64,07 / 100,00  | 1,61 |

#### Louriçal do Campo
| Partido                 | Partido                         | Votos | %               | +/-   |
| ----------------------- | ------------------------------- | ----- | --------------- | ----- |
|                         | Sempre - Movimento Independente | 225   | 67,16 / 100,00  | Novo  |
|                         | Partido Socialista              | 73    | 21,79 / 100,00  | 48,04 |
|                         | PSD-CDS-PPM                     | 11    | 3,28 / 100,00   | -     |
|                         | CHEGA                           | 10    | 2,99 / 100,00   | Novo  |
|                         | Partido da Terra                | 4     | 1,19 / 100,00   | -     |
|                         | Bloco de Esquerda               | 2     | 0,60 / 100,00   | 0,80  |
|                         | Coligação Democrática Unitária  | 1     | 0,30 / 100,00   | 1,38  |
| Votos Inválidos         | Votos Inválidos                 | 9     | 2,69 / 100,00   | 2,06  |
| Total                   | Total                           | 335   | 100,00 / 100,00 |       |
| Eleitorado/Participação | Eleitorado/Participação         | 485   | 69,07 / 100,00  | 2,77  |

#### Malpica do Tejo
| Partido                 | Partido                         | Votos | %               | +/-   |
| ----------------------- | ------------------------------- | ----- | --------------- | ----- |
|                         | Partido Socialista              | 111   | 44,76 / 100,00  | 26,95 |
|                         | Sempre - Movimento Independente | 62    | 25,00 / 100,00  | Novo  |
|                         | Coligação Democrática Unitária  | 33    | 13,31 / 100,00  | 1,42  |
|                         | CHEGA                           | 13    | 5,24 / 100,00   | Novo  |
|                         | PSD-CDS-PPM                     | 8     | 3,23 / 100,00   | -     |
|                         | Bloco de Esquerda               | 4     | 1,61 / 100,00   | 1,10  |
|                         | Partido da Terra                | 3     | 1,21 / 100,00   | -     |
| Votos Inválidos         | Votos Inválidos                 | 14    | 5,64 / 100,00   | 0,60  |
| Total                   | Total                           | 248   | 100,00 / 100,00 |       |
| Eleitorado/Participação | Eleitorado/Participação         | 382   | 64,92 / 100,00  | 4,92  |

#### Monforte da Beira
| Partido                 | Partido                         | Votos | %               | +/-   |
| ----------------------- | ------------------------------- | ----- | --------------- | ----- |
|                         | Partido Socialista              | 69    | 32,39 / 100,00  | 38,90 |
|                         | PSD-CDS-PPM                     | 60    | 28,17 / 100,00  | -     |
|                         | Sempre - Movimento Independente | 52    | 24,41 / 100,00  | Novo  |
|                         | CHEGA                           | 12    | 5,63 / 100,00   | Novo  |
|                         | Partido da Terra                | 4     | 1,88 / 100,00   | -     |
|                         | Bloco de Esquerda               | 4     | 1,88 / 100,00   | 0,10  |
|                         | Coligação Democrática Unitária  | 1     | 0,47 / 100,00   | 1,51  |
| Votos Inválidos         | Votos Inválidos                 | 11    | 5,17 / 100,00   | 2,26  |
| Total                   | Total                           | 213   | 100,00 / 100,00 |       |
| Eleitorado/Participação | Eleitorado/Participação         | 297   | 71,72 / 100,00  | 6,77  |

#### Ninho do Açor e Sobral do Campo
| Partido                 | Partido                         | Votos | %               | +/-   |
| ----------------------- | ------------------------------- | ----- | --------------- | ----- |
|                         | Sempre - Movimento Independente | 269   | 56,75 / 100,00  | Novo  |
|                         | Partido Socialista              | 97    | 20,46 / 100,00  | 54,49 |
|                         | Partido da Terra                | 41    | 8,65 / 100,00   | -     |
|                         | PSD-CDS-PPM                     | 28    | 5,91 / 100,00   | -     |
|                         | CHEGA                           | 14    | 2,95 / 100,00   | Novo  |
|                         | Bloco de Esquerda               | 8     | 1,69 / 100,00   | 1,58  |
|                         | Coligação Democrática Unitária  | 3     | 0,63 / 100,00   | 1,11  |
| Votos Inválidos         | Votos Inválidos                 | 14    | 2,95 / 100,00   | 0,97  |
| Total                   | Total                           | 474   | 100,00 / 100,00 |       |
| Eleitorado/Participação | Eleitorado/Participação         | 672   | 70,54 / 100,00  | 8,34  |

#### Póvoa de Rio de Moinhos e Cafede
| Partido                 | Partido                         | Votos | %               | +/-   |
| ----------------------- | ------------------------------- | ----- | --------------- | ----- |
|                         | Partido Socialista              | 216   | 40,07 / 100,00  | 15,74 |
|                         | Sempre - Movimento Independente | 202   | 37,48 / 100,00  | Novo  |
|                         | PSD-CDS-PPM                     | 44    | 8,16 / 100,00   | -     |
|                         | CHEGA                           | 32    | 5,94 / 100,00   | Novo  |
|                         | Partido da Terra                | 6     | 1,11 / 100,00   | -     |
|                         | Coligação Democrática Unitária  | 6     | 1,11 / 100,00   | 0,65  |
|                         | Bloco de Esquerda               | 5     | 0,93 / 100,00   | 1,71  |
| Votos Inválidos         | Votos Inválidos                 | 28    | 5,20 / 100,00   | 0,10  |
| Total                   | Total                           | 539   | 100,00 / 100,00 |       |
| Eleitorado/Participação | Eleitorado/Participação         | 814   | 66,22 / 100,00  | 1,56  |

#### Salgueiro do Campo
| Partido                 | Partido                         | Votos | %               | +/-   |
| ----------------------- | ------------------------------- | ----- | --------------- | ----- |
|                         | Partido Socialista              | 205   | 44,37 / 100,00  | 19,75 |
|                         | Sempre - Movimento Independente | 131   | 28,35 / 100,00  | Novo  |
|                         | Partido da Terra                | 45    | 9,74 / 100,00   | -     |
|                         | PSD-CDS-PPM                     | 29    | 6,28 / 100,00   | -     |
|                         | CHEGA                           | 14    | 3,03 / 100,00   | Novo  |
|                         | Bloco de Esquerda               | 8     | 1,73 / 100,00   | 1,02  |
|                         | Coligação Democrática Unitária  | 6     | 1,30 / 100,00   | 1,05  |
| Votos Inválidos         | Votos Inválidos                 | 24    | 5,20 / 100,00   | 1,67  |
| Total                   | Total                           | 462   | 100,00 / 100,00 |       |
| Eleitorado/Participação | Eleitorado/Participação         | 629   | 73,45 / 100,00  | 2,32  |

#### Santo André das Tojeiras
| Partido                 | Partido                         | Votos | %               | +/-   |
| ----------------------- | ------------------------------- | ----- | --------------- | ----- |
|                         | Sempre - Movimento Independente | 188   | 46,08 / 100,00  | Novo  |
|                         | Partido Socialista              | 100   | 24,51 / 100,00  | 42,26 |
|                         | PSD-CDS-PPM                     | 73    | 17,89 / 100,00  | -     |
|                         | CHEGA                           | 14    | 3,43 / 100,00   | Novo  |
|                         | Bloco de Esquerda               | 6     | 1,47 / 100,00   | 0,20  |
|                         | Partido da Terra                | 3     | 0,74 / 100,00   | -     |
|                         | Coligação Democrática Unitária  | 2     | 0,49 / 100,00   | 0,07  |
| Votos Inválidos         | Votos Inválidos                 | 22    | 5,40 / 100,00   | 0,52  |
| Total                   | Total                           | 408   | 100,00 / 100,00 |       |
| Eleitorado/Participação | Eleitorado/Participação         | 600   | 68,00 / 100,00  | 2,07  |

#### São Vicente da Beira
| Partido                 | Partido                         | Votos | %               | +/-   |
| ----------------------- | ------------------------------- | ----- | --------------- | ----- |
|                         | Sempre - Movimento Independente | 305   | 44,53 / 100,00  | Novo  |
|                         | Partido Socialista              | 226   | 32,99 / 100,00  | 27,37 |
|                         | Partido da Terra                | 70    | 10,22 / 100,00  | -     |
|                         | PSD-CDS-PPM                     | 32    | 4,67 / 100,00   | -     |
|                         | Bloco de Esquerda               | 8     | 1,17 / 100,00   | 0,38  |
|                         | CHEGA                           | 7     | 1,02 / 100,00   | Novo  |
|                         | Coligação Democrática Unitária  | 3     | 0,44 / 100,00   | 1,24  |
| Votos Inválidos         | Votos Inválidos                 | 34    | 4,96 / 100,00   | 1,47  |
| Total                   | Total                           | 685   | 100,00 / 100,00 |       |
| Eleitorado/Participação | Eleitorado/Participação         | 1 032 | 66,38 / 100,00  | 0,11  |

#### Sarzedas
| Partido                 | Partido                         | Votos | %               | +/-   |
| ----------------------- | ------------------------------- | ----- | --------------- | ----- |
|                         | Partido Socialista              | 380   | 57,58 / 100,00  | 12,51 |
|                         | Sempre - Movimento Independente | 98    | 14,85 / 100,00  | Novo  |
|                         | PSD-CDS-PPM                     | 84    | 12,73 / 100,00  | -     |
|                         | Partido da Terra                | 38    | 5,76 / 100,00   | -     |
|                         | CHEGA                           | 16    | 2,42 / 100,00   | Novo  |
|                         | Bloco de Esquerda               | 11    | 1,67 / 100,00   | 0,08  |
|                         | Coligação Democrática Unitária  | 4     | 0,61 / 100,00   | 0,39  |
| Votos Inválidos         | Votos Inválidos                 | 29    | 4,40 / 100,00   | 0,98  |
| Total                   | Total                           | 660   | 100,00 / 100,00 |       |
| Eleitorado/Participação | Eleitorado/Participação         | 1 015 | 65,02 / 100,00  | 2,98  |

#### Tinalhas
| Partido                 | Partido                         | Votos | %               | +/-   |
| ----------------------- | ------------------------------- | ----- | --------------- | ----- |
|                         | Sempre - Movimento Independente | 196   | 52,97 / 100,00  | Novo  |
|                         | Partido Socialista              | 121   | 32,70 / 100,00  | 29,41 |
|                         | PSD-CDS-PPM                     | 19    | 5,14 / 100,00   | -     |
|                         | CHEGA                           | 11    | 2,97 / 100,00   | Novo  |
|                         | Partido da Terra                | 7     | 1,89 / 100,00   | -     |
|                         | Bloco de Esquerda               | 3     | 0,81 / 100,00   | 4,86  |
|                         | Coligação Democrática Unitária  | 2     | 0,54 / 100,00   | 2,55  |
| Votos Inválidos         | Votos Inválidos                 | 11    | 2,97 / 100,00   | 3,98  |
| Total                   | Total                           | 370   | 100,00 / 100,00 |       |
| Eleitorado/Participação | Eleitorado/Participação         | 486   | 76,13 / 100,00  | 2,92  |

### Assembleia Municipal
| Freguesia                        | %     | %     | %             | %     | %     | %     | %    | Votantes |
| Freguesia                        | PS    | SMI   | PSD- CDS- PPM | CH    | MPT   | CDU   | BE   | Votantes |
| -------------------------------- | ----- | ----- | ------------- | ----- | ----- | ----- | ---- | -------- |
| Freguesia                        |       |       |               |       |       |       |      | Votantes |
| Alcains                          | 39,51 | 29,65 | 11,09         | 6,75  | 2,10  | 3,15  | 2,69 | 2 192    |
| Almaceda                         | 48,84 | 19,60 | 10,30         | 3,99  | 4,65  | 2,99  | 1,99 | 301      |
| Benquerenças                     | 44,86 | 31,83 | 6,52          | 6,52  | 3,26  | 1,50  | 1,00 | 399      |
| Castelo Branco                   | 31,54 | 25,73 | 14,89         | 10,43 | 7,73  | 3,02  | 2,63 | 16 371   |
| Cebolais de Cima e Retaxo        | 39,46 | 37,38 | 5,20          | 4,77  | 3,04  | 3,64  | 1,82 | 1 153    |
| Escalos de Baixo e Mata          | 40,00 | 35,50 | 6,98          | 5,74  | 1,71  | 2,48  | 1,40 | 645      |
| Escalos de Cima e Lousa          | 40,57 | 39,50 | 4,60          | 6,49  | 1,18  | 1,30  | 1,42 | 848      |
| Freixial e Juncal do Campo       | 32,28 | 44,94 | 8,23          | 4,43  | 1,69  | 0,42  | 2,53 | 474      |
| Lardosa                          | 44,79 | 24,13 | 5,41          | 6,18  | 2,51  | 9,85  | 1,54 | 518      |
| Louriçal do Campo                | 20,90 | 67,46 | 3,88          | 3,58  | 0,90  | 0,30  | 0,90 | 335      |
| Malpica do Tejo                  | 46,37 | 22,18 | 3,23          | 3,63  | 1,61  | 15,32 | 1,21 | 248      |
| Monforte da Beira                | 31,92 | 23,94 | 31,46         | 3,76  | 1,88  | 0,94  | 1,88 | 213      |
| Ninho do Açor e Sobral do Campo  | 20,04 | 55,27 | 5,70          | 3,38  | 8,44  | 1,05  | 1,48 | 474      |
| Póvoa de Rio de Moinhos e Cafede | 39,15 | 35,62 | 8,16          | 7,05  | 1,11  | 1,67  | 0,74 | 539      |
| Salgueiro do Campo               | 44,81 | 26,84 | 5,84          | 4,11  | 10,17 | 1,95  | 1,52 | 462      |
| Santo André das Tojeiras         | 24,75 | 45,83 | 18,14         | 3,19  | 0,49  | 0,98  | 1,72 | 408      |
| São Vicente da Beira             | 32,12 | 42,34 | 4,53          | 1,90  | 11,53 | 0,44  | 2,92 | 685      |
| Sarzedas                         | 57,42 | 11,67 | 12,42         | 4,55  | 6,52  | 0,76  | 1,82 | 660      |
| Tinalhas                         | 30,54 | 49,46 | 5,95          | 5,95  | 1,62  | 1,08  | 2,70 | 370      |
| Castelo Branco                   | 34,35 | 29,41 | 12,25         | 8,33  | 6,05  | 2,86  | 2,34 | 27 295   |

#### Alcains
| Partido                 | Partido                         | Votos | %               | +/-  |
| ----------------------- | ------------------------------- | ----- | --------------- | ---- |
|                         | Partido Socialista              | 866   | 39,51 / 100,00  | 7,64 |
|                         | Sempre - Movimento Independente | 650   | 29,65 / 100,00  | Novo |
|                         | PSD-CDS-PPM                     | 243   | 11,09 / 100,00  | -    |
|                         | CHEGA                           | 148   | 6,75 / 100,00   | Novo |
|                         | Coligação Democrática Unitária  | 69    | 3,15 / 100,00   | 1,26 |
|                         | Bloco de Esquerda               | 59    | 2,69 / 100,00   | 5,44 |
|                         | Partido da Terra                | 46    | 2,10 / 100,00   | -    |
| Votos Inválidos         | Votos Inválidos                 | 111   | 5,06 / 100,00   | 2,10 |
| Total                   | Total                           | 2 192 | 100,00 / 100,00 |      |
| Eleitorado/Participação | Eleitorado/Participação         | 4 233 | 51,78 / 100,00  | 2,07 |

#### Almaceda
| Partido                 | Partido                         | Votos | %               | +/-   |
| ----------------------- | ------------------------------- | ----- | --------------- | ----- |
|                         | Partido Socialista              | 147   | 48,84 / 100,00  | 15,72 |
|                         | Sempre - Movimento Independente | 59    | 19,60 / 100,00  | Novo  |
|                         | PSD-CDS-PPM                     | 31    | 10,30 / 100,00  | -     |
|                         | Partido da Terra                | 14    | 4,65 / 100,00   | -     |
|                         | CHEGA                           | 12    | 3,99 / 100,00   | Novo  |
|                         | Coligação Democrática Unitária  | 9     | 2,99 / 100,00   | 0,56  |
|                         | Bloco de Esquerda               | 6     | 1,99 / 100,00   | 0,53  |
| Votos Inválidos         | Votos Inválidos                 | 23    | 7,64 / 100,00   | 3,27  |
| Total                   | Total                           | 301   | 100,00 / 100,00 |       |
| Eleitorado/Participação | Eleitorado/Participação         | 563   | 53,46 / 100,00  | 9,25  |

#### Benquerenças
| Partido                 | Partido                         | Votos | %               | +/-   |
| ----------------------- | ------------------------------- | ----- | --------------- | ----- |
|                         | Partido Socialista              | 179   | 44,86 / 100,00  | 15,04 |
|                         | Sempre - Movimento Independente | 127   | 31,83 / 100,00  | Novo  |
|                         | PSD-CDS-PPM                     | 26    | 6,52 / 100,00   | -     |
|                         | CHEGA                           | 26    | 6,52 / 100,00   | Novo  |
|                         | Partido da Terra                | 13    | 3,26 / 100,00   | -     |
|                         | Coligação Democrática Unitária  | 6     | 1,50 / 100,00   | 0,98  |
|                         | Bloco de Esquerda               | 4     | 1,00 / 100,00   | 3,46  |
| Votos Inválidos         | Votos Inválidos                 | 18    | 4,52 / 100,00   | 0,06  |
| Total                   | Total                           | 399   | 100,00 / 100,00 |       |
| Eleitorado/Participação | Eleitorado/Participação         | 574   | 69,51 / 100,00  | 2,63  |

#### Castelo Branco
| Partido                 | Partido                         | Votos  | %               | +/-   |
| ----------------------- | ------------------------------- | ------ | --------------- | ----- |
|                         | Partido Socialista              | 5 163  | 31,54 / 100,00  | 18,86 |
|                         | Sempre - Movimento Independente | 4 212  | 25,73 / 100,00  | Novo  |
|                         | PSD-CDS-PPM                     | 2 438  | 14,89 / 100,00  | -     |
|                         | CHEGA                           | 1 707  | 10,43 / 100,00  | Novo  |
|                         | Partido da Terra                | 1 266  | 7,73 / 100,00   | -     |
|                         | Coligação Democrática Unitária  | 494    | 3,02 / 100,00   | 2,82  |
|                         | Bloco de Esquerda               | 431    | 2,63 / 100,00   | 4,60  |
| Votos Inválidos         | Votos Inválidos                 | 660    | 4,03 / 100,00   | 2,56  |
| Total                   | Total                           | 16 371 | 100,00 / 100,00 |       |
| Eleitorado/Participação | Eleitorado/Participação         | 31 243 | 52,40 / 100,00  | 3,83  |

#### Cebolais de Cima e Retaxo
| Partido                 | Partido                         | Votos | %               | +/-   |
| ----------------------- | ------------------------------- | ----- | --------------- | ----- |
|                         | Partido Socialista              | 455   | 39,46 / 100,00  | 26,51 |
|                         | Sempre - Movimento Independente | 431   | 37,38 / 100,00  | Novo  |
|                         | PSD-CDS-PPM                     | 60    | 5,20 / 100,00   | -     |
|                         | CHEGA                           | 55    | 4,77 / 100,00   | Novo  |
|                         | Coligação Democrática Unitária  | 42    | 3,64 / 100,00   | 4,85  |
|                         | Partido da Terra                | 35    | 3,04 / 100,00   | -     |
|                         | Bloco de Esquerda               | 21    | 1,82 / 100,00   | 2,47  |
| Votos Inválidos         | Votos Inválidos                 | 54    | 4,69 / 100,00   | 0,47  |
| Total                   | Total                           | 1 153 | 100,00 / 100,00 |       |
| Eleitorado/Participação | Eleitorado/Participação         | 1 628 | 70,82 / 100,00  | 4,48  |

#### Escalos de Baixo e Mato
| Partido                 | Partido                         | Votos | %               | +/-   |
| ----------------------- | ------------------------------- | ----- | --------------- | ----- |
|                         | Partido Socialista              | 258   | 40,00 / 100,00  | 35,21 |
|                         | Sempre - Movimento Independente | 229   | 35,50 / 100,00  | Novo  |
|                         | PSD-CDS-PPM                     | 45    | 6,98 / 100,00   | -     |
|                         | CHEGA                           | 37    | 5,74 / 100,00   | Novo  |
|                         | Coligação Democrática Unitária  | 16    | 2,48 / 100,00   | 0,31  |
|                         | Partido da Terra                | 11    | 1,71 / 100,00   | -     |
|                         | Bloco de Esquerda               | 9     | 1,40 / 100,00   | 2,87  |
| Votos Inválidos         | Votos Inválidos                 | 40    | 6,20 / 100,00   | 0,78  |
| Total                   | Total                           | 645   | 100,00 / 100,00 |       |
| Eleitorado/Participação | Eleitorado/Participação         | 1 013 | 63,67 / 100,00  | 9,30  |

#### Escalos de Cima e Lousa
| Partido                 | Partido                         | Votos | %               | +/-   |
| ----------------------- | ------------------------------- | ----- | --------------- | ----- |
|                         | Partido Socialista              | 344   | 40,57 / 100,00  | 20,22 |
|                         | Sempre - Movimento Independente | 335   | 39,50 / 100,00  | Novo  |
|                         | CHEGA                           | 55    | 6,49 / 100,00   | Novo  |
|                         | PSD-CDS-PPM                     | 39    | 4,60 / 100,00   | -     |
|                         | Bloco de Esquerda               | 12    | 1,42 / 100,00   | 3,87  |
|                         | Coligação Democrática Unitária  | 11    | 1,30 / 100,00   | 2,44  |
|                         | Partido da Terra                | 10    | 1,18 / 100,00   | -     |
| Votos Inválidos         | Votos Inválidos                 | 42    | 4,95 / 100,00   | 0,66  |
| Total                   | Total                           | 848   | 100,00 / 100,00 |       |
| Eleitorado/Participação | Eleitorado/Participação         | 1 309 | 64,78 / 100,00  | 2,07  |

#### Freixial e Juncal do Campo
| Partido                 | Partido                         | Votos | %               | +/-   |
| ----------------------- | ------------------------------- | ----- | --------------- | ----- |
|                         | Sempre - Movimento Independente | 213   | 44,94 / 100,00  | Novo  |
|                         | Partido Socialista              | 153   | 32,28 / 100,00  | 27,78 |
|                         | PSD-CDS-PPM                     | 39    | 8,23 / 100,00   | -     |
|                         | CHEGA                           | 21    | 4,43 / 100,00   | Novo  |
|                         | Bloco de Esquerda               | 12    | 2,53 / 100,00   | 2,92  |
|                         | Partido da Terra                | 8     | 1,69 / 100,00   | -     |
|                         | Coligação Democrática Unitária  | 2     | 0,42 / 100,00   | 2,50  |
| Votos Inválidos         | Votos Inválidos                 | 26    | 5,48 / 100,00   | 1,33  |
| Total                   | Total                           | 474   | 100,00 / 100,00 |       |
| Eleitorado/Participação | Eleitorado/Participação         | 656   | 72,26 / 100,00  | 2,33  |

#### Lardosa
| Partido                 | Partido                         | Votos | %               | +/-  |
| ----------------------- | ------------------------------- | ----- | --------------- | ---- |
|                         | Partido Socialista              | 232   | 44,79 / 100,00  | 6,31 |
|                         | Sempre - Movimento Independente | 125   | 24,13 / 100,00  | Novo |
|                         | Coligação Democrática Unitária  | 51    | 9,85 / 100,00   | 0,26 |
|                         | CHEGA                           | 32    | 6,18 / 100,00   | Novo |
|                         | PSD-CDS-PPM                     | 28    | 5,41 / 100,00   | -    |
|                         | Partido da Terra                | 13    | 2,51 / 100,00   | -    |
|                         | Bloco de Esquerda               | 8     | 1,54 / 100,00   | 1,95 |
| Votos Inválidos         | Votos Inválidos                 | 29    | 5,60 / 100,00   | 0,84 |
| Total                   | Total                           | 518   | 100,00 / 100,00 |      |
| Eleitorado/Participação | Eleitorado/Participação         | 810   | 63,95 / 100,00  | 1,49 |

#### Louriçal do Campo
| Partido                 | Partido                         | Votos | %               | +/-   |
| ----------------------- | ------------------------------- | ----- | --------------- | ----- |
|                         | Sempre - Movimento Independente | 226   | 67,46 / 100,00  | Novo  |
|                         | Partido Socialista              | 70    | 20,90 / 100,00  | 49,21 |
|                         | PSD-CDS-PPM                     | 13    | 3,88 / 100,00   | -     |
|                         | CHEGA                           | 12    | 3,58 / 100,00   | Novo  |
|                         | Partido da Terra                | 3     | 0,90 / 100,00   | -     |
|                         | Bloco de Esquerda               | 3     | 0,90 / 100,00   | 1,33  |
|                         | Coligação Democrática Unitária  | 1     | 0,30 / 100,00   | 1,66  |
| Votos Inválidos         | Votos Inválidos                 | 7     | 2,09 / 100,00   | 3,78  |
| Total                   | Total                           | 335   | 100,00 / 100,00 |       |
| Eleitorado/Participação | Eleitorado/Participação         | 485   | 69,07 / 100,00  | 2,77  |

#### Malpica do Tejo
| Partido                 | Partido                         | Votos | %               | +/-   |
| ----------------------- | ------------------------------- | ----- | --------------- | ----- |
|                         | Partido Socialista              | 115   | 46,37 / 100,00  | 24,95 |
|                         | Sempre - Movimento Independente | 55    | 22,18 / 100,00  | Novo  |
|                         | Coligação Democrática Unitária  | 38    | 15,32 / 100,00  | 0,18  |
|                         | CHEGA                           | 9     | 3,63 / 100,00   | Novo  |
|                         | PSD-CDS-PPM                     | 8     | 3,23 / 100,00   | -     |
|                         | Partido da Terra                | 4     | 1,61 / 100,00   | -     |
|                         | Bloco de Esquerda               | 3     | 1,21 / 100,00   | 1,50  |
| Votos Inválidos         | Votos Inválidos                 | 16    | 6,45 / 100,00   | 0,63  |
| Total                   | Total                           | 248   | 100,00 / 100,00 |       |
| Eleitorado/Participação | Eleitorado/Participação         | 382   | 64,92 / 100,00  | 4,92  |

#### Monforte da Beira
| Partido                 | Partido                         | Votos | %               | +/-   |
| ----------------------- | ------------------------------- | ----- | --------------- | ----- |
|                         | Partido Socialista              | 68    | 31,92 / 100,00  | 38,87 |
|                         | PSD-CDS-PPM                     | 67    | 31,46 / 100,00  | -     |
|                         | Sempre - Movimento Independente | 51    | 23,94 / 100,00  | Novo  |
|                         | CHEGA                           | 8     | 3,76 / 100,00   | Novo  |
|                         | Partido da Terra                | 4     | 1,88 / 100,00   | -     |
|                         | Bloco de Esquerda               | 4     | 1,88 / 100,00   | 1,09  |
|                         | Coligação Democrática Unitária  | 2     | 0,94 / 100,00   | 1,04  |
| Votos Inválidos         | Votos Inválidos                 | 9     | 4,23 / 100,00   | 5,18  |
| Total                   | Total                           | 213   | 100,00 / 100,00 |       |
| Eleitorado/Participação | Eleitorado/Participação         | 297   | 71,72 / 100,00  | 6,77  |

#### Ninho do Açor e Sobral do Campo
| Partido                 | Partido                         | Votos | %               | +/-   |
| ----------------------- | ------------------------------- | ----- | --------------- | ----- |
|                         | Sempre - Movimento Independente | 262   | 55,27 / 100,00  | Novo  |
|                         | Partido Socialista              | 95    | 20,04 / 100,00  | 54,03 |
|                         | Partido da Terra                | 40    | 8,44 / 100,00   | -     |
|                         | PSD-CDS-PPM                     | 27    | 5,70 / 100,00   | -     |
|                         | CHEGA                           | 16    | 3,38 / 100,00   | Novo  |
|                         | Bloco de Esquerda               | 7     | 1,48 / 100,00   | 2,88  |
|                         | Coligação Democrática Unitária  | 5     | 1,05 / 100,00   | 0,26  |
| Votos Inválidos         | Votos Inválidos                 | 22    | 4,65 / 100,00   | 0,95  |
| Total                   | Total                           | 474   | 100,00 / 100,00 |       |
| Eleitorado/Participação | Eleitorado/Participação         | 672   | 70,54 / 100,00  | 8,34  |

#### Póvoa de Rio de Moinhos e Cafede
| Partido                 | Partido                         | Votos | %               | +/-   |
| ----------------------- | ------------------------------- | ----- | --------------- | ----- |
|                         | Partido Socialista              | 211   | 39,15 / 100,00  | 12,79 |
|                         | Sempre - Movimento Independente | 192   | 35,62 / 100,00  | Novo  |
|                         | PSD-CDS-PPM                     | 44    | 8,16 / 100,00   | -     |
|                         | CHEGA                           | 38    | 7,05 / 100,00   | Novo  |
|                         | Coligação Democrática Unitária  | 9     | 1,67 / 100,00   | 0,27  |
|                         | Partido da Terra                | 6     | 1,11 / 100,00   | -     |
|                         | Bloco de Esquerda               | 4     | 0,74 / 100,00   | 3,31  |
| Votos Inválidos         | Votos Inválidos                 | 35    | 6,49 / 100,00   | 0,68  |
| Total                   | Total                           | 539   | 100,00 / 100,00 |       |
| Eleitorado/Participação | Eleitorado/Participação         | 814   | 66,22 / 100,00  | 1,56  |

#### Salgueiro do Campo
| Partido                 | Partido                         | Votos | %               | +/-   |
| ----------------------- | ------------------------------- | ----- | --------------- | ----- |
|                         | Partido Socialista              | 207   | 44,81 / 100,00  | 16,37 |
|                         | Sempre - Movimento Independente | 124   | 26,84 / 100,00  | Novo  |
|                         | Partido da Terra                | 47    | 10,17 / 100,00  | -     |
|                         | PSD-CDS-PPM                     | 27    | 5,84 / 100,00   | -     |
|                         | CHEGA                           | 19    | 4,11 / 100,00   | Novo  |
|                         | Coligação Democrática Unitária  | 9     | 1,95 / 100,00   | 0,40  |
|                         | Bloco de Esquerda               | 7     | 1,52 / 100,00   | 2,01  |
| Votos Inválidos         | Votos Inválidos                 | 22    | 4,76 / 100,00   | 1,82  |
| Total                   | Total                           | 462   | 100,00 / 100,00 |       |
| Eleitorado/Participação | Eleitorado/Participação         | 629   | 73,45 / 100,00  | 2,32  |

#### Santo André das Tojeiras
| Partido                 | Partido                         | Votos | %               | +/-   |
| ----------------------- | ------------------------------- | ----- | --------------- | ----- |
|                         | Sempre - Movimento Independente | 187   | 45,83 / 100,00  | Novo  |
|                         | Partido Socialista              | 101   | 24,75 / 100,00  | 43,96 |
|                         | PSD-CDS-PPM                     | 74    | 18,14 / 100,00  | -     |
|                         | CHEGA                           | 13    | 3,19 / 100,00   | Novo  |
|                         | Bloco de Esquerda               | 7     | 1,72 / 100,00   | 1,09  |
|                         | Coligação Democrática Unitária  | 4     | 0,98 / 100,00   | 0,13  |
|                         | Partido da Terra                | 2     | 0,49 / 100,00   | -     |
| Votos Inválidos         | Votos Inválidos                 | 20    | 4,90 / 100,00   | 1,86  |
| Total                   | Total                           | 408   | 100,00 / 100,00 |       |
| Eleitorado/Participação | Eleitorado/Participação         | 600   | 68,00 / 100,00  | 2,07  |

#### São Vicente da Beira
| Partido                 | Partido                         | Votos | %               | +/-   |
| ----------------------- | ------------------------------- | ----- | --------------- | ----- |
|                         | Sempre - Movimento Independente | 290   | 42,34 / 100,00  | Novo  |
|                         | Partido Socialista              | 220   | 32,12 / 100,00  | 23,06 |
|                         | Partido da Terra                | 79    | 11,53 / 100,00  | -     |
|                         | PSD-CDS-PPM                     | 31    | 4,53 / 100,00   | -     |
|                         | Bloco de Esquerda               | 20    | 2,92 / 100,00   | 0,33  |
|                         | CHEGA                           | 13    | 1,90 / 100,00   | Novo  |
|                         | Coligação Democrática Unitária  | 3     | 0,44 / 100,00   | 1,63  |
| Votos Inválidos         | Votos Inválidos                 | 29    | 4,24 / 100,00   | 0,75  |
| Total                   | Total                           | 685   | 100,00 / 100,00 |       |
| Eleitorado/Participação | Eleitorado/Participação         | 1 032 | 66,38 / 100,00  | 0,11  |

#### Sarzedas
| Partido                 | Partido                         | Votos | %               | +/-   |
| ----------------------- | ------------------------------- | ----- | --------------- | ----- |
|                         | Partido Socialista              | 379   | 57,42 / 100,00  | 10,79 |
|                         | PSD-CDS-PPM                     | 82    | 12,42 / 100,00  | -     |
|                         | Sempre - Movimento Independente | 77    | 11,67 / 100,00  | Novo  |
|                         | Partido da Terra                | 43    | 6,52 / 100,00   | -     |
|                         | CHEGA                           | 30    | 4,55 / 100,00   | Novo  |
|                         | Bloco de Esquerda               | 12    | 1,82 / 100,00   | 0,06  |
|                         | Coligação Democrática Unitária  | 5     | 0,76 / 100,00   | 0,87  |
| Votos Inválidos         | Votos Inválidos                 | 32    | 4,84 / 100,00   | 1,42  |
| Total                   | Total                           | 660   | 100,00 / 100,00 |       |
| Eleitorado/Participação | Eleitorado/Participação         | 1 015 | 65,02 / 100,00  | 2,98  |

#### Tinalhas
| Partido                 | Partido                         | Votos | %               | +/-   |
| ----------------------- | ------------------------------- | ----- | --------------- | ----- |
|                         | Sempre - Movimento Independente | 183   | 49,46 / 100,00  | Novo  |
|                         | Partido Socialista              | 113   | 30,54 / 100,00  | 27,97 |
|                         | PSD-CDS-PPM                     | 22    | 5,95 / 100,00   | -     |
|                         | CHEGA                           | 22    | 5,95 / 100,00   | Novo  |
|                         | Bloco de Esquerda               | 10    | 2,70 / 100,00   | 5,03  |
|                         | Partido da Terra                | 6     | 1,62 / 100,00   | -     |
|                         | Coligação Democrática Unitária  | 4     | 1,08 / 100,00   | 1,76  |
| Votos Inválidos         | Votos Inválidos                 | 10    | 2,70 / 100,00   | 6,32  |
| Total                   | Total                           | 370   | 100,00 / 100,00 |       |
| Eleitorado/Participação | Eleitorado/Participação         | 486   | 76,13 / 100,00  | 2,92  |

### Juntas de Freguesia

#### Alcains
| Partido                 | Partido                         | Votos | %               | +/-  | Mandatos | +/-     |
| ----------------------- | ------------------------------- | ----- | --------------- | ---- | -------- | ------- |
|                         | Partido Socialista              | 918   | 41,88 / 100,00  | 1,99 | 5 / 9    | Estável |
|                         | Sempre - Movimento Independente | 696   | 31,75 / 100,00  | Novo | 3 / 9    | Novo    |
|                         | PSD-CDS-PPM                     | 264   | 12,04 / 100,00  | -    | 1 / 9    | -       |
|                         | CHEGA                           | 114   | 5,20 / 100,00   | Novo | 0 / 9    | Novo    |
|                         | Coligação Democrática Unitária  | 84    | 3,83 / 100,00   | 1,59 | 0 / 9    | Estável |
| Votos Inválidos         | Votos Inválidos                 | 116   | 5,29 / 100,00   | 2,33 |          |         |
| Total                   | Total                           | 2 192 | 100,00 / 100,00 |      | 9 / 9    |         |
| Eleitorado/Participação | Eleitorado/Participação         | 4 233 | 51,78 / 100,00  | 2,04 |          |         |

#### Almaceda
| Partido                 | Partido                        | Votos | %               | +/-   | Mandatos | +/- |
| ----------------------- | ------------------------------ | ----- | --------------- | ----- | -------- | --- |
|                         | Partido Socialista             | 224   | 74,17 / 100,00  | 16,40 | 6 / 7    | 2   |
|                         | PSD-CDS-PPM                    | 48    | 15,89 / 100,00  | -     | 1 / 7    | -   |
|                         | Coligação Democrática Unitária | 9     | 2,98 / 100,00   | -     | 0 / 7    | -   |
| Votos Inválidos         | Votos Inválidos                | 21    | 6,95 / 100,00   | 3,80  |          |     |
| Total                   | Total                          | 302   | 100,00 / 100,00 |       | 7 / 7    |     |
| Eleitorado/Participação | Eleitorado/Participação        | 563   | 53,64 / 100,00  | 9,07  |          |     |

#### Benquerenças
| Partido                 | Partido                         | Votos | %               | +/-  | Mandatos | +/-     |
| ----------------------- | ------------------------------- | ----- | --------------- | ---- | -------- | ------- |
|                         | Partido Socialista              | 193   | 48,37 / 100,00  | 4,85 | 4 / 7    | Estável |
|                         | Sempre - Movimento Independente | 177   | 44,36 / 100,00  | Novo | 3 / 7    | Novo    |
| Votos Inválidos         | Votos Inválidos                 | 29    | 7,27 / 100,00   | 4,30 |          |         |
| Total                   | Total                           | 399   | 100,00 / 100,00 |      | 7 / 7    |         |
| Eleitorado/Participação | Eleitorado/Participação         | 574   | 69,51 / 100,00  | 2,63 |          |         |

#### Castelo Branco
| Partido                 | Partido                         | Votos  | %               | +/-   | Mandatos | +/-  |
| ----------------------- | ------------------------------- | ------ | --------------- | ----- | -------- | ---- |
|                         | Partido Socialista              | 5 426  | 33,14 / 100,00  | 17,42 | 7 / 19   | 4    |
|                         | Sempre - Movimento Independente | 4 093  | 25,00 / 100,00  | Novo  | 6 / 19   | Novo |
|                         | PSD-CDS-PPM                     | 2 458  | 15,01 / 100,00  | -     | 3 / 19   | -    |
|                         | CHEGA                           | 1 622  | 9,91 / 100,00   | Novo  | 2 / 19   | Novo |
|                         | Partido da Terra                | 1 209  | 7,39 / 100,00   | -     | 1 / 19   | -    |
|                         | Coligação Democrática Unitária  | 473    | 2,89 / 100,00   | 2,48  | 0 / 19   | 1    |
|                         | Bloco de Esquerda               | 391    | 2,39 / 100,00   | 4,48  | 0 / 19   | 1    |
| Votos Inválidos         | Votos Inválidos                 | 699    | 4,27 / 100,00   | 2,13  |          |      |
| Total                   | Total                           | 16 371 | 100,00 / 100,00 |       | 19 / 19  |      |
| Eleitorado/Participação | Eleitorado/Participação         | 31 243 | 52,40 / 100,00  | 3,83  |          |      |

#### Cebolais de Cima e Retaxo
| Partido                 | Partido                         | Votos | %               | +/-   | Mandatos | +/-  |
| ----------------------- | ------------------------------- | ----- | --------------- | ----- | -------- | ---- |
|                         | Sempre - Movimento Independente | 541   | 46,92 / 100,00  | Novo  | 5 / 9    | Novo |
|                         | Partido Socialista              | 488   | 42,32 / 100,00  | 36,46 | 4 / 9    | 3    |
|                         | PSD-CDS-PPM                     | 44    | 3,82 / 100,00   | -     | 0 / 9    | -    |
|                         | Coligação Democrática Unitária  | 39    | 3,38 / 100,00   | 7,21  | 0 / 9    | 1    |
| Votos Inválidos         | Votos Inválidos                 | 41    | 3,55 / 100,00   | 2,13  |          |      |
| Total                   | Total                           | 1 153 | 100,00 / 100,00 |       | 9 / 9    |      |
| Eleitorado/Participação | Eleitorado/Participação         | 1 628 | 70,82 / 100,00  | 4,48  |          |      |

#### Escalos de Baixo e Mato
| Partido                 | Partido                         | Votos | %               | +/-   | Mandatos | +/-     |
| ----------------------- | ------------------------------- | ----- | --------------- | ----- | -------- | ------- |
|                         | Partido Socialista              | 278   | 43,03 / 100,00  | 42,52 | 4 / 9    | 5       |
|                         | Sempre - Movimento Independente | 269   | 41,64 / 100,00  | Novo  | 4 / 9    | Novo    |
|                         | PSD-CDS-PPM                     | 64    | 9,91 / 100,00   | -     | 1 / 9    | -       |
|                         | Coligação Democrática Unitária  | 14    | 2,17 / 100,00   | 3,74  | 0 / 9    | Estável |
| Votos Inválidos         | Votos Inválidos                 | 21    | 3,25 / 100,00   | 5,29  |          |         |
| Total                   | Total                           | 646   | 100,00 / 100,00 |       | 9 / 9    |         |
| Eleitorado/Participação | Eleitorado/Participação         | 1 013 | 63,77 / 100,00  | 9,40  |          |         |

#### Escalos de Cima e Lousa
| Partido                 | Partido                         | Votos | %               | +/-  | Mandatos | +/-     |
| ----------------------- | ------------------------------- | ----- | --------------- | ---- | -------- | ------- |
|                         | Sempre - Movimento Independente | 403   | 47,52 / 100,00  | Novo | 5 / 9    | Novo    |
|                         | Partido Socialista              | 371   | 43,75 / 100,00  | 2,23 | 4 / 9    | Estável |
|                         | PSD-CDS-PPM                     | 32    | 3,77 / 100,00   | -    | 0 / 9    | -       |
|                         | Coligação Democrática Unitária  | 8     | 0,94 / 100,00   | 0,71 | 0 / 9    | Estável |
| Votos Inválidos         | Votos Inválidos                 | 34    | 4,00 / 100,00   | 1,39 |          |         |
| Total                   | Total                           | 848   | 100,00 / 100,00 |      | 9 / 9    |         |
| Eleitorado/Participação | Eleitorado/Participação         | 1 309 | 64,78 / 100,00  | 2,07 |          |         |

#### Freixial e Juncal do Campo
| Partido                 | Partido                         | Votos | %               | +/-   | Mandatos | +/-  |
| ----------------------- | ------------------------------- | ----- | --------------- | ----- | -------- | ---- |
|                         | Sempre - Movimento Independente | 255   | 53,80 / 100,00  | Novo  | 4 / 7    | Novo |
|                         | Partido Socialista              | 190   | 40,08 / 100,00  | 18,67 | 3 / 7    | 1    |
| Votos Inválidos         | Votos Inválidos                 | 29    | 6,12 / 100,00   | 1,26  |          |      |
| Total                   | Total                           | 474   | 100,00 / 100,00 |       | 7 / 7    |      |
| Eleitorado/Participação | Eleitorado/Participação         | 656   | 72,26 / 100,00  | 2,33  |          |      |

#### Lardosa
| Partido                 | Partido                         | Votos | %               | +/-  | Mandatos | +/-     |
| ----------------------- | ------------------------------- | ----- | --------------- | ---- | -------- | ------- |
|                         | Partido Socialista              | 267   | 51,54 / 100,00  | 4,85 | 4 / 7    | Estável |
|                         | Sempre - Movimento Independente | 144   | 27,80 / 100,00  | Novo | 2 / 7    | Novo    |
|                         | Coligação Democrática Unitária  | 80    | 15,44 / 100,00  | 3,31 | 1 / 7    | Estável |
| Votos Inválidos         | Votos Inválidos                 | 27    | 5,21 / 100,00   | 0,12 |          |         |
| Total                   | Total                           | 518   | 100,00 / 100,00 |      | 7 / 7    |         |
| Eleitorado/Participação | Eleitorado/Participação         | 810   | 63,95 / 100,00  | 1,49 |          |         |

#### Louriçal do Campo
| Partido                 | Partido                         | Votos | %               | +/-   | Mandatos | +/-  |
| ----------------------- | ------------------------------- | ----- | --------------- | ----- | -------- | ---- |
|                         | Sempre - Movimento Independente | 241   | 71,94 / 100,00  | Novo  | 5 / 7    | Novo |
|                         | Partido Socialista              | 90    | 26,87 / 100,00  | 47,99 | 2 / 7    | 4    |
| Votos Inválidos         | Votos Inválidos                 | 4     | 1,19 / 100,00   | 2,17  |          |      |
| Total                   | Total                           | 335   | 100,00 / 100,00 |       | 7 / 7    |      |
| Eleitorado/Participação | Eleitorado/Participação         | 485   | 69,07 / 100,00  | 2,77  |          |      |

#### Malpica do Tejo
| Partido                 | Partido                         | Votos | %               | +/-   | Mandatos | +/-     |
| ----------------------- | ------------------------------- | ----- | --------------- | ----- | -------- | ------- |
|                         | Partido Socialista              | 112   | 45,16 / 100,00  | 26,93 | 4 / 7    | 2       |
|                         | Sempre - Movimento Independente | 74    | 29,84 / 100,00  | Novo  | 2 / 7    | Novo    |
|                         | Coligação Democrática Unitária  | 45    | 18,15 / 100,00  | 4,33  | 1 / 7    | Estável |
| Votos Inválidos         | Votos Inválidos                 | 17    | 6,86 / 100,00   | 1,44  |          |         |
| Total                   | Total                           | 248   | 100,00 / 100,00 |       | 7 / 7    |         |
| Eleitorado/Participação | Eleitorado/Participação         | 382   | 64,92 / 100,00  | 4,92  |          |         |

#### Monforte da Beira
| Partido                 | Partido                         | Votos | %               | +/-   | Mandatos | +/-  |
| ----------------------- | ------------------------------- | ----- | --------------- | ----- | -------- | ---- |
|                         | PSD-CDS-PPM                     | 83    | 38,97 / 100,00  | -     | 3 / 7    | -    |
|                         | Partido Socialista              | 64    | 30,05 / 100,00  | 51,63 | 2 / 7    | 5    |
|                         | Sempre - Movimento Independente | 57    | 26,76 / 100,00  | Novo  | 2 / 7    | Novo |
| Votos Inválidos         | Votos Inválidos                 | 9     | 4,23 / 100,00   | 14,09 |          |      |
| Total                   | Total                           | 213   | 100,00 / 100,00 |       | 7 / 7    |      |
| Eleitorado/Participação | Eleitorado/Participação         | 297   | 71,72 / 100,00  | 6,77  |          |      |

#### Ninho do Açor e Sobral do Campo
| Partido                 | Partido                         | Votos | %               | +/-   | Mandatos | +/-  |
| ----------------------- | ------------------------------- | ----- | --------------- | ----- | -------- | ---- |
|                         | Sempre - Movimento Independente | 298   | 62,87 / 100,00  | Novo  | 5 / 7    | Novo |
|                         | Partido Socialista              | 100   | 21,10 / 100,00  | 65,17 | 1 / 7    | 6    |
|                         | Partido da Terra                | 61    | 12,87 / 100,00  | -     | 1 / 7    | -    |
| Votos Inválidos         | Votos Inválidos                 | 15    | 3,17 / 100,00   | 10,55 |          |      |
| Total                   | Total                           | 474   | 100,00 / 100,00 |       | 7 / 7    |      |
| Eleitorado/Participação | Eleitorado/Participação         | 672   | 70,54 / 100,00  | 8,34  |          |      |

#### Póvoa de Rio de Moinhos e Cafede
| Partido                 | Partido                         | Votos | %               | +/-  | Mandatos | +/-     |
| ----------------------- | ------------------------------- | ----- | --------------- | ---- | -------- | ------- |
|                         | Partido Socialista              | 245   | 45,45 / 100,00  | 2,09 | 4 / 7    | Estável |
|                         | Sempre - Movimento Independente | 226   | 41,93 / 100,00  | Novo | 3 / 7    | Novo    |
|                         | PSD-CDS-PPM                     | 42    | 7,79 / 100,00   | -    | 0 / 7    | -       |
| Votos Inválidos         | Votos Inválidos                 | 26    | 4,83 / 100,00   | 0,25 |          |         |
| Total                   | Total                           | 539   | 100,00 / 100,00 |      | 7 / 7    |         |
| Eleitorado/Participação | Eleitorado/Participação         | 814   | 66,22 / 100,00  | 1,56 |          |         |

#### Salgueiro do Campo
| Partido                 | Partido                         | Votos | %               | +/-   | Mandatos | +/-     |
| ----------------------- | ------------------------------- | ----- | --------------- | ----- | -------- | ------- |
|                         | Partido Socialista              | 170   | 36,80 / 100,00  | 19,87 | 3 / 7    | 1       |
|                         | Sempre - Movimento Independente | 144   | 31,17 / 100,00  | Novo  | 3 / 7    | Novo    |
|                         | Partido da Terra                | 79    | 17,10 / 100,00  | -     | 1 / 7    | -       |
|                         | PSD-CDS-PPM                     | 36    | 7,79 / 100,00   | -     | 0 / 7    | -       |
|                         | Coligação Democrática Unitária  | 6     | 1,30 / 100,00   | 0,86  | 0 / 7    | Estável |
| Votos Inválidos         | Votos Inválidos                 | 27    | 5,84 / 100,00   | 2,31  |          |         |
| Total                   | Total                           | 462   | 100,00 / 100,00 |       | 7 / 7    |         |
| Eleitorado/Participação | Eleitorado/Participação         | 629   | 73,45 / 100,00  | 2,32  |          |         |

#### Santo André das Tojeiras
| Partido                 | Partido                         | Votos | %               | +/-     | Mandatos | +/-  |
| ----------------------- | ------------------------------- | ----- | --------------- | ------- | -------- | ---- |
|                         | Sempre - Movimento Independente | 224   | 54,90 / 100,00  | Novo    | 4 / 7    | Novo |
|                         | Partido Socialista              | 96    | 23,53 / 100,00  | 49,62   | 2 / 7    | 4    |
|                         | PSD-CDS-PPM                     | 69    | 16,91 / 100,00  | -       | 1 / 7    | -    |
| Votos Inválidos         | Votos Inválidos                 | 19    | 4,66 / 100,00   | Estável |          |      |
| Total                   | Total                           | 408   | 100,00 / 100,00 |         | 7 / 7    |      |
| Eleitorado/Participação | Eleitorado/Participação         | 600   | 68,00 / 100,00  | 2,07    |          |      |

#### São Vicente da Beira
| Partido                 | Partido                         | Votos | %               | +/-   | Mandatos | +/-  |
| ----------------------- | ------------------------------- | ----- | --------------- | ----- | -------- | ---- |
|                         | Sempre - Movimento Independente | 328   | 47,88 / 100,00  | Novo  | 5 / 9    | Novo |
|                         | Partido Socialista              | 219   | 31,97 / 100,00  | 17,12 | 3 / 9    | 2    |
|                         | Partido da Terra                | 101   | 14,74 / 100,00  | -     | 1 / 9    | -    |
| Votos Inválidos         | Votos Inválidos                 | 37    | 5,41 / 100,00   | 1,92  |          |      |
| Total                   | Total                           | 685   | 100,00 / 100,00 |       | 9 / 9    |      |
| Eleitorado/Participação | Eleitorado/Participação         | 1 032 | 66,38 / 100,00  | 0,11  |          |      |

#### Sarzedas
| Partido                 | Partido                 | Votos | %               | +/-  | Mandatos | +/- |
| ----------------------- | ----------------------- | ----- | --------------- | ---- | -------- | --- |
|                         | Partido Socialista      | 484   | 73,33 / 100,00  | 5,77 | 7 / 9    | 1   |
|                         | PSD-CDS-PPM             | 77    | 11,67 / 100,00  | -    | 1 / 9    | -   |
|                         | Partido da Terra        | 66    | 10,00 / 100,00  | -    | 1 / 9    | -   |
| Votos Inválidos         | Votos Inválidos         | 33    | 5,00 / 100,00   | 0,37 |          |     |
| Total                   | Total                   | 660   | 100,00 / 100,00 |      | 9 / 9    |     |
| Eleitorado/Participação | Eleitorado/Participação | 1 015 | 65,02 / 100,00  | 2,98 |          |     |

#### Tinalhas
| Partido                 | Partido                         | Votos | %               | +/-  | Mandatos | +/-     |
| ----------------------- | ------------------------------- | ----- | --------------- | ---- | -------- | ------- |
|                         | Sempre - Movimento Independente | 236   | 63,78 / 100,00  | Novo | 5 / 7    | Novo    |
|                         | Partido Socialista              | 124   | 33,51 / 100,00  | 5,93 | 2 / 7    | Estável |
| Votos Inválidos         | Votos Inválidos                 | 10    | 2,70 / 100,00   | 0,65 |          |         |
| Total                   | Total                           | 370   | 100,00 / 100,00 |      | 7 / 7    |         |
| Eleitorado/Participação | Eleitorado/Participação         | 486   | 76,13 / 100,00  | 2,92 |          |         |

| Freguesia                        | 2017-2021 | 2017-2021          | 2017-2021      | 2021-2025 | 2021-2025          | 2021-2025      |
| -------------------------------- | --------- | ------------------ | -------------- | --------- | ------------------ | -------------- |
| Alcains                          |           | Partido Socialista | 43,87 / 100,00 |           | Partido Socialista | 41,88 / 100,00 |
| Almaceda                         |           | Partido Socialista | 57,77 / 100,00 |           | Partido Socialista | 74,17 / 100,00 |
| Benquerenças                     |           | Partido Socialista | 53,22 / 100,00 |           | Partido Socialista | 48,37 / 100,00 |
| Castelo Branco                   |           | Partido Socialista | 50,56 / 100,00 |           | Partido Socialista | 33,14 / 100,00 |
| Cebolais de Cima e Retaxo        |           | Partido Socialista | 70,78 / 100,00 |           | Grupo de Cidadãos  | 46,92 / 100,00 |
| Escalos de Baixo e Mata          |           | Partido Socialista | 85,55 / 100,00 |           | Partido Socialista | 43,03 / 100,00 |
| Escalos de Cima e Lousa          |           | Grupo de Cidadãos  | 41,96 / 100,00 |           | Grupo de Cidadãos  | 47,52 / 100,00 |
| Freixial e Juncal do Campo       |           | Partido Socialista | 58,75 / 100,00 |           | Grupo de Cidadãos  | 53,80 / 100,00 |
| Lardosa                          |           | Partido Socialista | 46,69 / 100,00 |           | Partido Socialista | 51,54 / 100,00 |
| Louriçal do Campo                |           | Partido Socialista | 74,86 / 100,00 |           | Grupo de Cidadãos  | 71,94 / 100,00 |
| Malpica do Tejo                  |           | Partido Socialista | 72,09 / 100,00 |           | Partido Socialista | 45,16 / 100,00 |
| Monforte da Beira                |           | Partido Socialista | 81,68 / 100,00 |           | PSD-CDS-PPM        | 38,97 / 100,00 |
| Ninho do Açor e Sobral do Campo  |           | Partido Socialista | 86,27 / 100,00 |           | Grupo de Cidadãos  | 62,87 / 100,00 |
| Póvoa de Rio de Moinhos e Cafede |           | Partido Socialista | 47,54 / 100,00 |           | Partido Socialista | 45,45 / 100,00 |
| Salgueiro do Campo               |           | Partido Socialista | 56,67 / 100,00 |           | Partido Socialista | 36,80 / 100,00 |
| Santo André das Tojeiras         |           | Partido Socialista | 73,15 / 100,00 |           | Grupo de Cidadãos  | 54,90 / 100,00 |
| São Vicente da Beira             |           | Partido Socialista | 49,09 / 100,00 |           | Grupo de Cidadãos  | 47,88 / 100,00 |
| Sarzedas                         |           | Partido Socialista | 79,10 / 100,00 |           | Partido Socialista | 73,33 / 100,00 |
| Tinalhas                         |           | Grupo de Cidadãos  | 69,07 / 100,00 |           | Grupo de Cidadãos  | 63,78 / 100,00 |